# Vrapce, Medveđa
Vrapce (izvirno srbsko Врапце) je naselje v Srbiji, ki upravno spada pod Občino Medveđa; slednja pa je del Jablaniškega upravnega okraja.

## Demografija
V naselju živi 41 polnoletnih prebivalcev, pri čemer je njihova povprečna starost 50,4 let (47,3 pri moških in 53,0 pri ženskah). Naselje ima 17 gospodinjstev, pri čemer je povprečno število članov na gospodinjstvo 2,65.
Prebivalstvo je večinoma nehomogeno.
|  |

| Demografija | Demografija     | Demografija     |
| Leto        | Št. prebivalcev | Št. prebivalcev |
| ----------- | --------------- | --------------- |
|             |                 |                 |
|             |                 |                 |
|             |                 |                 |
|             |                 |                 |
| 1948        | 354             |                 |
| 1953        | 385             |                 |
| 1961        | 328             |                 |
| 1971        | 225             |                 |
| 1981        | 133             |                 |
| 1991        | 69              | 69              |
| 2002        | 46              | 45              |
|             |                 |                 |

| Etnična sestava po popisu iz leta 2002 | Etnična sestava po popisu iz leta 2002 | Etnična sestava po popisu iz leta 2002 | Etnična sestava po popisu iz leta 2002 | Etnična sestava po popisu iz leta 2002 |
| -------------------------------------- | -------------------------------------- | -------------------------------------- | -------------------------------------- | -------------------------------------- |
| Srbi                                   | Srbi                                   |                                        | 20                                     | 44,44%                                 |
| Albanci                                | Albanci                                |                                        | 1                                      | 2,22%                                  |
| Jugoslovani                            | Jugoslovani                            |                                        | 1                                      | 2,22%                                  |
| Neznano                                | Neznano                                |                                        | 1                                      | 2,22%                                  |